# Júlio Dinis

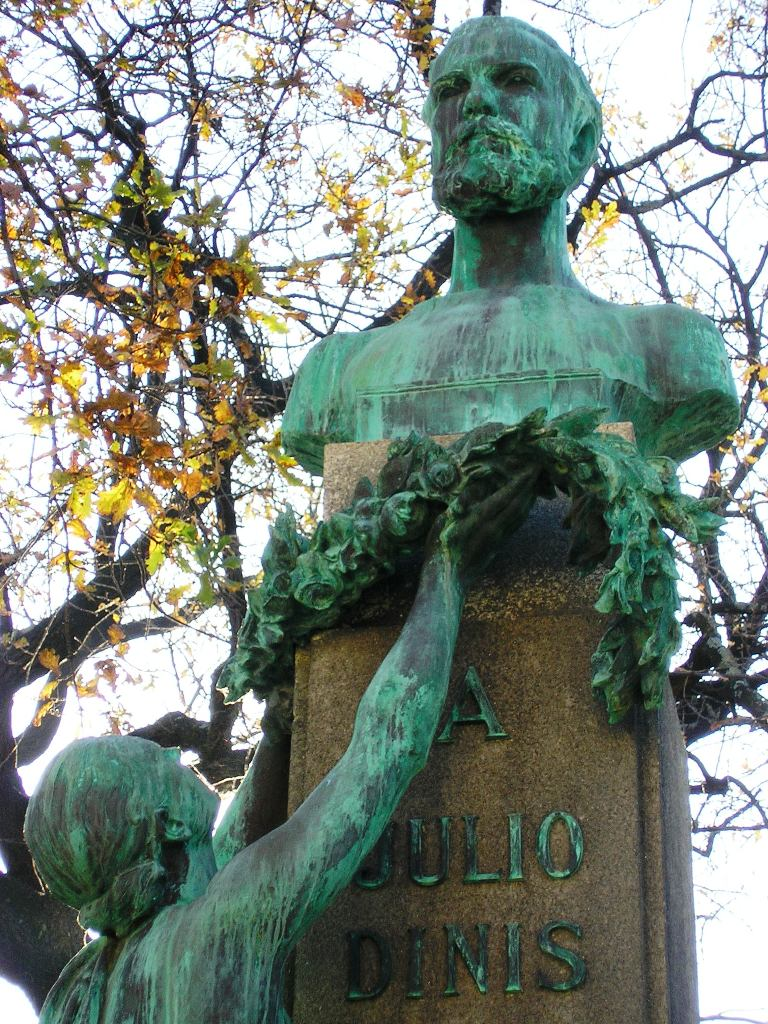
Monumentul lui Júlio Dinis, în Porto, orașul său natal.

Júlio Dinis este pseudonimul lui Joaquim Guilherme Gomes Coelho (n. 14 noiembrie, 1839, Porto — d. 12 septembrie, 1871, Porto), medic și scriitor portughez. A absolvit facultatea de medicină din Porto. La 31 de ani a murit din cauza tuberculozei și multe dintre opere sale au fost publicate postum.

## Destinul literar
Rolul de a fi construit, pentru prima oară în Portugalia, un adevărat roman modern (făcând abstracție de cazul izolat al romanului Viagens na Minha Terra de Garrett) i-a revenit unui medic din Porto, care făcea parte din marea burghezie a orașului și se formase la școala romancierilor englezi, Joaquim Guilherme Gomes Coelho, cunoscut mai ales sub pseudonimul de Júlio Dinis.
Categoriile sociale din romanele sale sunt: burghezia comercială din Porto, cea rurală și marii proprietari absenteiști. În romanul în care descrie atmosfera orașului Porto, intitulat Uma Família Inglesa, acțiunea se desfășoară în jurul pieței în care mișună negustorii marii și mici, contabilul, comisionarul, casierul, capitalistul retras, băiatul de bani gata, moștenitor al unei mari firme.  În As Pupilas do Senhor Reitor (Pupilele d-lui Rector) descrie atmosfera rurală.

## Opera
- Uma Família Inglesa
- As Pupilas do Senhor Reitor (Pupilele d-lui Rector)
- A Morgadinha dos Canaviais (Moștenitoarea stufăriei)
- Os Fidalgos da Casa Mourisca (Nobilii de la conacul maur)
- Poesias (1873)
- Inéditos e Dispersos (1910)
- Teatro Inédito (1946-1947)